# Weißensee (Németország)
Weißensee város Németországban, azon belül Türingiában. Lakosainak száma 3746 fő (2023. december 31.). Weißensee Sömmerda és Griefstedt községekkel határos.

## A város részei
Weißensee, Ottenhausen, Scherndorf, Waltersdorf és Schönstedt.

## Népesség
A település népességének változása:
| Lakosok száma | 3386 | 3443 | 3719 | 3604 | 3633 | 3746 |
|               | 2015 | 2017 | 2019 | 2021 | 2022 | 2023 |